# Raúl Arsenio Casado
Raúl Arsenio Casado (27 de julho de 1927 - 20 de julho de 2010) foi um religioso argentino, que foi arcebispo da Arquidiocese de Tucumán, Argentina.
- Murió monseñor Arsenio Raúl Casado